# Champ pétrolifère de Bạch Hổ
Bạch Hổ est un champ pétrolifère offshore situé en mer de Chine méridionale, dans les eaux vietnamiennes. Le gisement est géré par Vietsovpetro. Il a été découvert en 1975.